# Daniel Peter

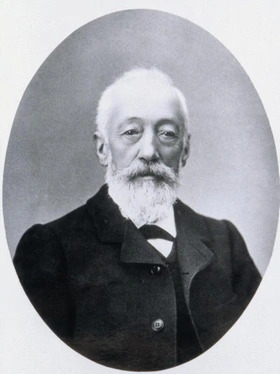
Daniel Peter

Daniel Peter (Moudon, 9 de marzo de 1836-Vevey, 4 de noviembre de 1919), fue un empresario chocolatero suizo.
Es famoso por haber sido el primero en mezclar el chocolate con la leche en barras sólidas elaborando las barras de chocolate en 1875, creando un hito en la historia del chocolate. M. Peter comenzó su carrera como industrial de una factoría de candiles en su ciudad nativa de Vevey (Suiza). Pronto el negocio dejaría de ser rentable por la caída de la demanda debido a la aparición de lámparas de aceite en el mercado. La colaboración con Henri Nestlé finalmente trajo el invento de chocolate con leche. 

## Invento
Cuando Peter inventó el proceso de elaboración de chocolate con leche en 1857, se enfrentó al problema técnico de quitar el agua de la leche empleando la menor cantidad de energía posible. La humedad de la leche producía un rápido deterioro del producto final, un 2% era considerado como inaceptable. Una opción era el empleo de leche en polvo, pero no era posible debido al elevado coste. Finalmente la cooperación con Henri Nestlé, un empresario de comida para bebés, produjo la solución necesaria mediante el empleo de leche condensada. El producto salió al mercado en 1875, tras un duro trabajo de siete años intentando poner el producto en funcionamiento. 